# 蛇形刁手
《蛇形刁手》是1978年的一部香港動作喜劇电影，也是袁和平首度執導的作品，而袁和平後来以動作指導揚名世界。《蛇形刁手》由成龍、黃正利以及袁和平的父親袁小田主演。同年袁和平還執導了《醉拳》，並為同樣的演員班底。這兩部電影讓成龍一夕成名，擺脫以往票房毒藥稱號，成為最受歡迎的新人演員。

## 劇情
「蛇形門」、「鷹爪門」是兩門百年世仇。「鷹爪門」現任掌門上官逸雲，創出「鷹爪擒蛇手」，更以此功將「蛇形拳」一門幾乎消滅殆盡。倖存的「蛇形拳」傳人白長天，被上官逸雲追殺，後被洪泰武館打雜的簡福收留。白長天百般試探後認為簡福是個可信也可造之才，便將蛇形拳傳給簡福，好延續蛇形一脈，而後白長天有事離開。
某日，簡福看到他養的貓和一條眼鏡蛇在打鬥，靈光一閃將『貓爪』融入『蛇形拳』。白長天終於被上官逸雲找到，二人展開最後生死對決，可是「蛇形拳」終究不敵「鷹爪擒蛇手」。在危急時刻，簡福趕到救援，並以「蛇形拳」融合「貓爪」，殺敗上官逸雲。白長天將此雙功合併命名為「蛇形刁手」。

## 演員表
| 演 員     | 角 色          | 配 音  | 備 註 |
| 成龍      | 簡福           | 鄧榮銾 | 洪泰武館的人體沙包，時常被拳館的師傅和弟子當作拳靶子練武，之後被白長天教導蛇形拳，再因自身造化，無師自通習得貓爪，並將兩武術合而為一，化名為「蛇形刁手」擊敗上官逸雲。 |
| 袁小田    | 白長天         |        | 蛇形拳掌門的師伯，武功高強，可一次將蕭勁和俄羅斯第一高手擊退，受簡福關照多次，指導簡福閃避步伐和蛇形拳。                                                               |
| 黃正利    | 上官逸雲       |        | 鷹爪派掌門，打算將蛇形拳滅門，武功高強，殺死蛇形拳掌門並將白長天逼入絕境，最後死於簡福的「蛇形刁手」。                                                                 |
| 羅伊·霍蘭 | 俄羅斯第一高手 | 朱子聰 | 鷹爪派掌門請來的殺手之一，最後死於簡福的「蛇形刁手」。 |
| 徐蝦      | 蕭勁           |        | 鷹爪派掌門請來的殺手之一，最後死於白長天。 |
| 王將      | 三省拳王       | 丁羽   | 宏威武館的首席徒弟，武功高於洪泰武館館主，之後被簡福擊敗並替洪泰武館奪回眾多習武弟子。                                                                                 |
| 馮敬文    | 遲館主         |        | 宏威武館館主 |
| 蔣金      | 周少爺         | 林保全 | |
| 陳耀林    | 洪館主         |        | 洪泰武館館主，武功高於梁師父，但遜於三省拳王。 |
| 石天      | 李師傅         | 李忠強 | 洪泰武館教頭，時常玩弄簡福。 |
| 陳龍      | 連師傅         | 朱子聰 | 洪泰武館教頭 |
| 金鑫      | 老張           |        | 洪泰武館新來的廚師，真正身分是鷹爪派的毒鷹。此角色形象與《猛龍過江》中的廚師王大叔相似。                                                                               |
| 趙志凌    | 梁師傅         |        | 宏威武館教頭，可將三塊磚頭擊碎，武功弱於洪泰武館館主。 |
| 馮克安    | 蛇形拳掌門     | 林保全 | 於影片開頭和上官逸雲交戰，被上官逸雲擊殺。 |

## 幕後人員
- 監製：吳思遠
- 製片：張權
- 編劇：蕭華龍、蔡繼光、吳思遠
- 副導演：蕭龍、何天誠
- 剪接：潘雄耀
- 攝影：張海
- 燈光：林為
- 音樂：周福良
- 美術：丁遠大
- 服裝設計：孔權開
- 佈景設計：三和公司
- 道具：楊世正
- 服裝：鮑國蘭
- 化粧：高少萍、盧瑞蓮
- 劇照：黃碧富
- 劇場：梁南
- 場記：丁卓倫
- 場務：鄧如、譚細
- 香港彩色電影冲印有限公司冲印
- 效果：吳國華
- 收音：紀宏達
- 錄音：宇宙錄音公司
- 武術指導：袁和平、徐蝦
- 副指導：袁振威、袁信義、元奎
- 導演：袁和平

## 衍生文化
片中袁小田飾演的白长天為鸟山明所作日本动漫画《龙珠》里的主角孙悟空的祖父孙悟饭的设定原型；而黄正利饰演的反派角色上官逸云也是《龙珠》中角色桃白白的设定原型。

## 外部連結
- 開眼電影網上《蛇形刁手》的資料（繁體中文）
- 豆瓣电影上《蛇形刁手》的資料 （简体中文）
- 时光网上《蛇形刁手》的資料（简体中文）
- AllMovie上《蛇形刁手》的资料（英文）
- 爛番茄上《蛇形刁手》的資料（英文）
- 香港影庫上《蛇形刁手》的資料（繁體中文）
- 互联网电影数据库（IMDb）上《蛇形刁手》的资料（英文）